# Claude Rostollant
Claude Rostollant, né le 23 mai 1762 à Nevache, mort le 11 juillet 1846 à Passy, est un général français de la Révolution et de l’Empire.

## Biographie
Il entre en service le 25 février 1783 comme canonnier au régiment de Toul-artillerie. Le 11 août 1789, il rejoint en tant que sous-officier la garde nationale soldée de Paris. Il est nommé sous-lieutenant le 16 mars 1791, et il est placé le 3 août suivant dans le 104e régiment d’infanterie.
Le 7 avril 1792, il passe adjudant-major dans le 1er bataillon de volontaires de la Creuse, et il reçoit le brevet de capitaine de canonniers dans ce corps le 25 novembre 1792. En 1793, il est affecté à l’armée des Ardennes, il est nommé adjudant-général chef de brigade provisoire le 3 novembre 1793, et il se distingue le 18 septembre 1794, à la bataille de Sprimont, où à la tête de l’avant-garde de l’armée du général Marceau, il enlève une compagnie d’artillerie légère avec ses pièces, qu’il dirige contre les autrichiens et qu’il fait servir par ses propres canonniers. Il est confirmé dans son grade le 13 juin 1795, et le 29 octobre suivant, il est à la prise de Mayence. Il est réformé le 13 février 1797.
En décembre 1798, il est employé provisoirement dans la 24e division militaire, et le 24 février 1799, il est envoyé en Hollande. Il est promu général de brigade le 10 septembre 1799, et il participe à la bataille de Bergen le 19 septembre suivant, où il soutient durant quatre heures, l’effort du corps d’armée russe, fort de 15 bataillons, et il ne se retire que lorsqu’il a la certitude que l’armée française est prête à recevoir l’ennemi. Pour le récompenser, le général Brune le prend pour chef de son état-major, et il sert en cette qualité à la bataille d'Alkmaar le 2 octobre 1799, ainsi qu’à celle de Castricum le 6 octobre suivant.
Le 20 février 1801, il obtient le commandement d’une division à l’armée de l’Ouest, et il est réformé le 21 mai 1802, à la suppression de cette armée. Le 16 mai 1803, il est appelé dans la 27e division militaire, et il est fait chevalier de la Légion d’honneur le 11 décembre 1803, puis commandeur de l’ordre le 14 juin 1804. Le 19 mai 1805, il obtient le commandement du département de la Doire, et le 23 septembre suivant, il devient chef d’état-major de l’armée des côtes de l’Océan au camp de Boulogne. Le 30 avril 1807, il est employé sous les ordres du maréchal Brune à la Grande Armée, et il retourne à Paris le 17 décembre 1807.
Le 10 mars 1808, il commande la 2e brigade de la 3e division d’infanterie du 2e corps d’observation de la Gironde, avant de passer dans la division d’infanterie du général Grandjean à l’armée d’Espagne le 8 novembre 1808. Il est blessé le 28 janvier 1809 lors du siège de Saragosse. Le 17 mai 1809, il est envoyé à la 24e division militaire pour y prendre le commandement d’une subdivision le 11 juin suivant. Le 19 novembre 1810, il rejoint la 15e division militaire, et le 21 novembre, il commande le département de la Somme. Le 9 septembre 1812, il prend le commandement de l’île de Gorée située aux Pays-Bas à l’embouchure de la Meuse, et il est fait prisonnier en novembre 1813.
De retour en France pendant la première restauration en mai 1814, il commande le département des Hautes-Alpes le 4 juin suivant. Il est fait chevalier de Saint-Louis le 29 juillet 1814. Le 21 mars 1815, il revient à Paris, et il est mis à la disposition du général Tarayre, à la 19e division militaire. Il est admis à la retraite le 4 septembre 1815.
Il meurt le 11 juillet 1846, à Passy.